# الخانقاة الدوادارية
الخانقاه الدوادارية وهي كلمة فارسية معناها في الأصل المائدة أو المكان الذي يأكل فيه الملك. ثم أُطلق على هذه الدور التي يقوم على إنشائها الأمراء لأغراض مختلفة، منها إيواء الغرباء، والقيام على معيشتهم وتثقيفهم. رافق انتشار الخوانق انتشار المدارس. وكان سكان الخوانق يشتغلون بالعلم دائماً، ويأتِ علماء وفقهاء يلقون عليهم الدروس. ولكن لم يبلغ العلم الذي يُلقى فيه ما بلغه في المدارس. أنشئت المدرسة الدوادارية التي تعرف في "دار الصالحين" عام 1295 في عهد المماليك في مكان يملؤه الكثير من المباني المحيطة به حول معظم أسواره الشمالية الشرقية.

## موقعها
تقع الخانقاه الدوادارية في شارع باب العتم المتفرع من طريق المجاهدين المجاور من الجهة الشمالية من المسجد الأقصى.

## تأسيسها
أسسها الأمير علم الدين موسى سنجر بن عبد الله البرندي التركي الصالحي النجمي الدواداري الذي ولد بعد عام 620 هجري وتوفي في مساء يوم الجمعة 25 مارس 1300 ميلادي. وصف الأمير علم الدين بأنه آخر مملوك من مماليك الملك الصالح أيوب. أثنوا عليه بعلمه وتقواه واهتمامه بالطرق الدينية الصوفية ورعايته لها.

## مخططها ومكوناتها
يقع نقش التأسيس (بخط النسخ المملوكي) على الباب الخارجي من جوانبه الثلاث. يتبعه المدخل الذي بني من المداميك الحمراء والرمادية التي تعرف باسم الأبلق. يعلو عند فتحة الباب عتبة من الحجر يتبعها عقد باستعمال مداميك من صنج معشقة وتعلو العتبة شريط نقش يتبعه ثلاث صفوف من المقرنصات الحجرية ويتقدم صفوف المقرنصات طاقية المدخل في اتجاه الشارع وعقدان ثلاثيان فتحتهما مدببة ويتقدمهم عقد مدبب مكون من صنج معشقة ملونة.
يتألف مدخل المبنى من جهة الغرب يقودنا إلى ساحة مبلطة في بلاط حجري ويحيط الساحة من الجهة الشمالية والجنوبية خلوات وغرف صغيرة لإقامة الصوفيين وفي الطابق الأرضي يوجد ساحة مستطيلة مكونة من ثلاثة أقسام يستخدمونها لتدريس علوم القراّن والحديث وإقامة حفلات الذكر لصوفيين وفي الجهة الشمالية الشرقية يوجد باب في الحائط الشرقي يؤدي ممر المدخل المؤدي إلى درج السطح بينما يؤدي باب في الحائط الشمالي تحت قنطرة متقاطعة إلى ساحة مكشوفة صغيرة يدعوها بورغين كما أن المباني الأخرى التي بنيت فوق السطح هي عبارة عن اضافات أنشئت لاحقاَ لتطوير المبنى.

## وظيفتها الحالية
في عصرنا الحالي تستخدم الخانقاه كمدرسة لتعليم الذكور ذوي الاحتياجات الخاصة التي تعرف المدرسة البكرية الابتدائية للذكور.